# Bíró Pál (közgazdász)
Hámori Bíró Pál, 1898-ig Brüll (Budapest, 1881. július 7. – New York, USA, 1955. május 6.) közgazdász, politikus, üzletember. Nagybátyjai Lánczy Gyula és Lánczy Leó voltak. Sógora Zerkovitz Béla volt.

## Élete
Bíró (Brüll) Ármin (1849–1917) és Lánczy Anna (1858–1939) gyermekeként született a Terézvárosban. Az elemi és középiskoláit Budapesten végezte, s a fővárosban volt joghallgató is, majd a berlini és freiburgi egyetemeken folytatta tanulmányait. 1902-ben avatták doktorrá. 1903-tól a Rimamurány-Salgótarjáni Vasmű Rt. tisztviselője, majd kilenc évvel később igazgatója és 1917-től, apja halála után vezérigazgatója, 1927-től elnöke volt. Az ellenforradalmi rendszer gazdasági életének egyik vezetője volt. Igazgatósági tagja volt a Gyáriparosok Országos Szövetségének (GYOSZ), a Kereskedelmi és Iparkamarának és a Vámpolitikai Központnak. 1922-től az Egységes Párt nemzetgyűlési, illetve országgyűlési képviselője volt és még ebben kereskedelmi főtanácsosi címet kapott. Az 1935. évi országgyűlési választások előtt Bethlen Istvánnal együtt kilépett a kormánypártból, majd ugyanabban az évben pártonkívüli programmal ismét országgyűlési képviselő lett. 1940-ben családjával a zsidótörvények elől Svájcba menekült.

## Családja
Első felesége Weisz Mária (1889–1927) volt, Weisz Fülöp és Garai Flóra lánya, akit 1909. január 5-én Budapesten, a Terézvárosban vett nőül. 1927-ben megözvegyült. Második felesége abafalvi és felsőlehotai Abaffy Alice Mária (1894–1972) volt, akivel 1929. június 10-én Budapesten kötött házasságot.

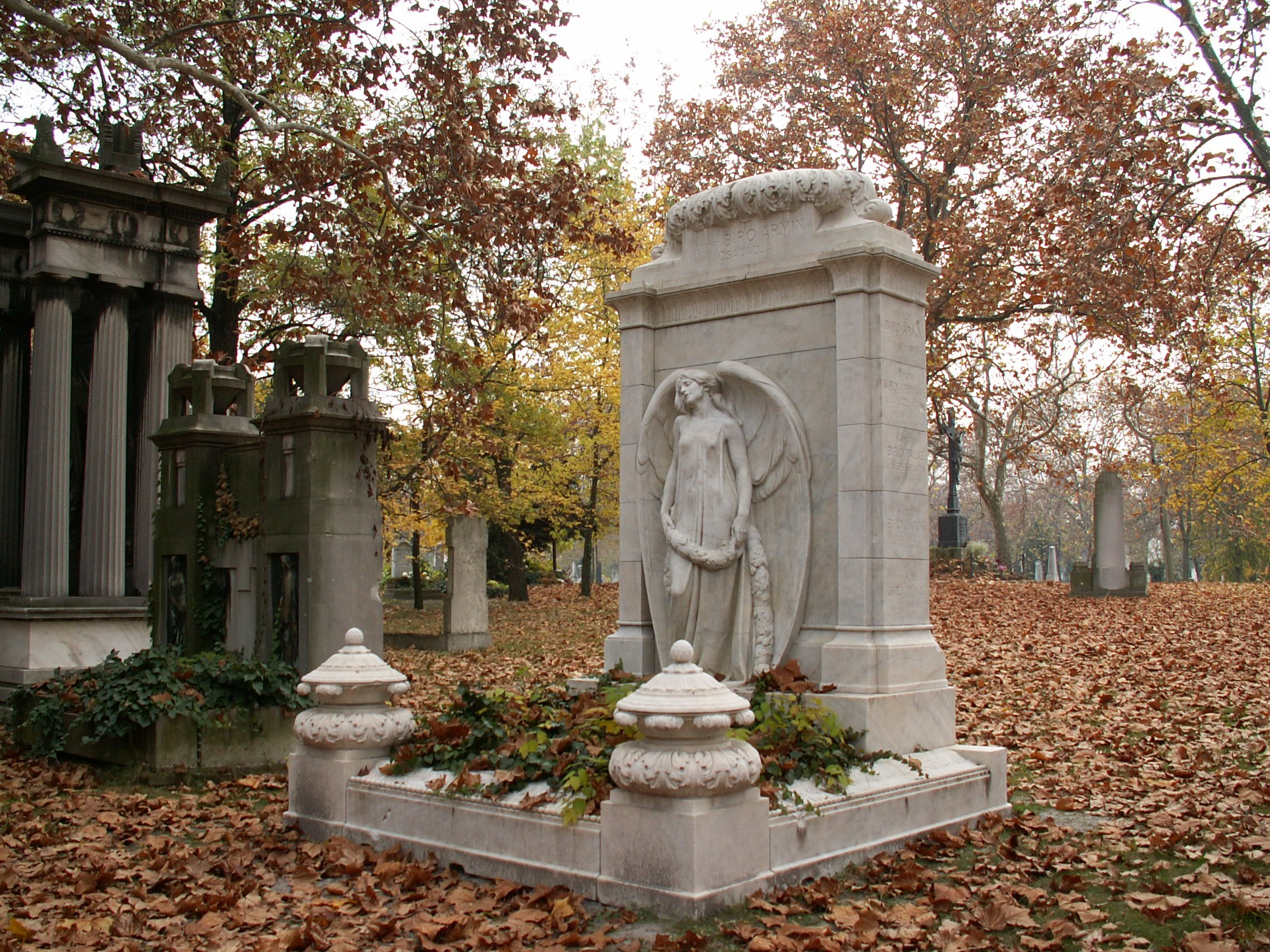
Sírja a Fiumei úti sírkertben (jelképes). Alkotók:Telcs Ede – Bánffy Miklós – Seenger Béla, kőfaragó, 1921

Gyermekei
- hámori Bíró János (1909–1943)
- hámori Bíró Marietta (1916–1980)